# 滝川雄壮
滝川 雄壮（たきがわ ゆうそう、1939年（昭和14年）7月28日 - ）は、日本の運輸技官。気象庁長官（第17代）を務めた。広島県出身。

## 経歴
広島県出身。東京大学理学部物理学科卒業。気象庁に入庁し、コンピューター解析による気象予測を専門とする。福岡管区気象台長などを歴任し、1998年4月1日気象庁長官に就任。 2000年4月17日まで長官を務めた。